# ウォルター・リー
ウォルター・リー（Walter Leigh, 1905年6月22日 - 1942年6月12日）は、イギリスの作曲家。
ロンドン出身。1926年、ケンブリッジ大学のクライスツ・カレッジを卒業。2年後、ベルリンに行き、パウル・ヒンデミットに師事した。
作品には『ジョリー・ロジャー』などのオペレッタ、ジョージ6世の戴冠式に際してBBCから委嘱された序曲『アジャンクール』、モーリス・ラヴェルの影響を受けた『ハープシコードと弦楽のための小協奏曲』、劇音楽『夏の夜の夢』などがある。
第二次世界大戦中の1941年、陸軍に入隊したが、翌1942年にリビアのトブルクでの作戦で戦死した。

## 文献
- Jack Westrup/Kenrick Dance: 'Leigh, Walter', Grove Music Online, ed. L. Macy (Accessed 23 November 2006), grovemusic.com